# Daisuke Nakamori
Daisuke Nakamori (中森 大介 Nakamori Daisuke?), född 10 juli 1974 i Kanagawa prefektur, är en japansk före detta fotbollsspelare.
Nakamori började sin karriär 1997 i Montedio Yamagata. Efter Montedio Yamagata spelade han för Jatco TT och Sagawa Printing. Han avslutade karriären 2008.